# Geranomyia snyderi
Geranomyia snyderi is een tweevleugelige uit de familie steltmuggen (Limoniidae). De soort komt voor in het Australaziatisch gebied.